# 민채은
민채은(1987년 7월 9일~)은 대한민국의 배우, 개그우먼이다.

## 출연

### 드라마
- 2018년 전생에 웬수들 (MBC) - 박은진 역

### 방송
- 개그투나잇 (SBS)
- 웃찾사 (SBS)